# Time Pieces Vol. II Live in the Seventies
Time Pieces Vol. II Live in the Seventies ist ein Livealbum des britischen Rockmusikers Eric Clapton. Es erschien 1983 unter dem Label Polydor.

## Titelliste
1. Tulsa Time (Danny Flowers) – 4:02
2. Knockin' On Heaven’s Door (Bob Dylan) – 6:27
3. If I Don’t Be There By Morning (Dylan, Helena Springs) – 4:12
4. Rambling on My Mind (Arr. Eric Clapton) – 8:54
5. Presence of the Lord (Clapton) – 6:05
6. Can’t Find My Way Home (Steve Winwood) – 5:21
7. Smile (Chaplin, Parsons, Phillips) – 3:41
8. Blues Power (Clapton, Leon Russell) – 7:34

## Rezeption und Auszeichnungen
Allmusic-Kritiker Stephen Thomas Erlewine notierte, dass das Album „interessant für Hard-Core Clapton Fans sei, aber für andere Zuhörer sicher ignoriert werden kann.“ Das Album erreichte Platz 115 der britischen UK Top 40 Albumcharts. In den Vereinigten Staaten belegte die Aufnahme Position 137 der Billboard 200.

## Verkaufszahlen
- Platin-Schallplatte (1996)[4]